# Bejta (langue)
Pour l’article homonyme, voir Bejta (Daghestan).
Le bejta (ou bezhta, bejti, autonyme: бежкьас) est une langue caucasienne de la famille des langues nakho-daghestaniennes.
Le bejta était parlé en 1989 par environ 10 000 personnes, au Daghestan (notamment dans la région de Bejta) et en Géorgie. 

## Écriture
La langue bejta est écrite avec l’alphabet cyrillique.
En 1990, un alphabet bejta est proposé.
La traduction de l’Évangile selon Luc, publiée en 1999, utilise une orthographe basée sur l’avar et le tchétchène, différente de celle de 1990, selon les travaux de Khalilov.
| а | аь | аᵸ | аьᵸ | а̄   | б | в | г  | гъ | гь | д  | е  | еᵸ | е̄   | ж | з | и  | иᵸ | ӣ | й  | к | къ | кь | кӏ | л  | лъ | лӏ |
| м | о  | оь | оᵸ  | оьᵸ | о̄ | п | пӏ | с  | т  | тӏ | уь | уᵸ | уьᵸ | ӯ | х | хъ | хӏ | ц | цӏ | ч | чӏ | ш  | э  | эᵸ | ъ  |    |

## Phonologie

### Système consonantique
Le bejta compte 39 consonnes

### Système vocalique
Le bejta compte 21 voyelles:
- orales : [a] [e] [i] [o] [u]
- orales longues :  [aː] [eː] [iː] [oː] [uː]
- nasales : [ã] [ẽ] [ĩ] [õ] [ũ]
- labiales : [æ] [ø] [y]
- labiales nasales : [æ̃] [ø̃] [ỹ]
- Il faut ajouter deux voyelles qui peuvent être pharyngales : [aˤ] [oˤ]

## Morphologie

### Classes nominales
Comme de nombreuses langues nakho-daghestaniennes, le bezhta organise le nom selon des classes nominales.
- Classe I : humains masculins. Exemples : abo - père ; is - frère ; øžø - fils
- Classe II : humains féminins. Exemples : ijo - mère ;  isi - sœur
- Classe III : animés : Exemples : bacʾo - loup ; vaja - vache
- Classe IV : objets, termes abstraits. Exemples : cʾintʾ - couteau ; kil - fer ; diʔi - fleur

## Dialectologie
Le bejta comporte quatre (ou cinq) parlers :
- bejta
- xosharxota
- tladal
- bejta géorgien

Il reste peut être quelques bejtas en Turquie qui ont un parler particulier mais aucune statistique ne peut confirmer qu'il ne s'agit pas là d'un dialecte éteint.[réf. nécessaire]